# 舊扎戈里夫
50°39′48″N 24°37′51″E / 50.66333°N 24.63083°E
舊扎戈里夫（烏克蘭語：Старий Загорів），是烏克蘭的村落，位於該國西部沃倫州，由沃洛德米爾區負責管轄，始建於1569年，面積2.34平方公里，海拔高度222米，2001年人口747，人口密度每平方公里319.09人。